# Crocicreas macrostipitatum
Crocicreas macrostipitatum är en svampart som beskrevs av P.R. Johnst. 1989. Crocicreas macrostipitatum ingår i släktet Crocicreas och familjen Helotiaceae.   Inga underarter finns listade i Catalogue of Life.